# 호크스타운

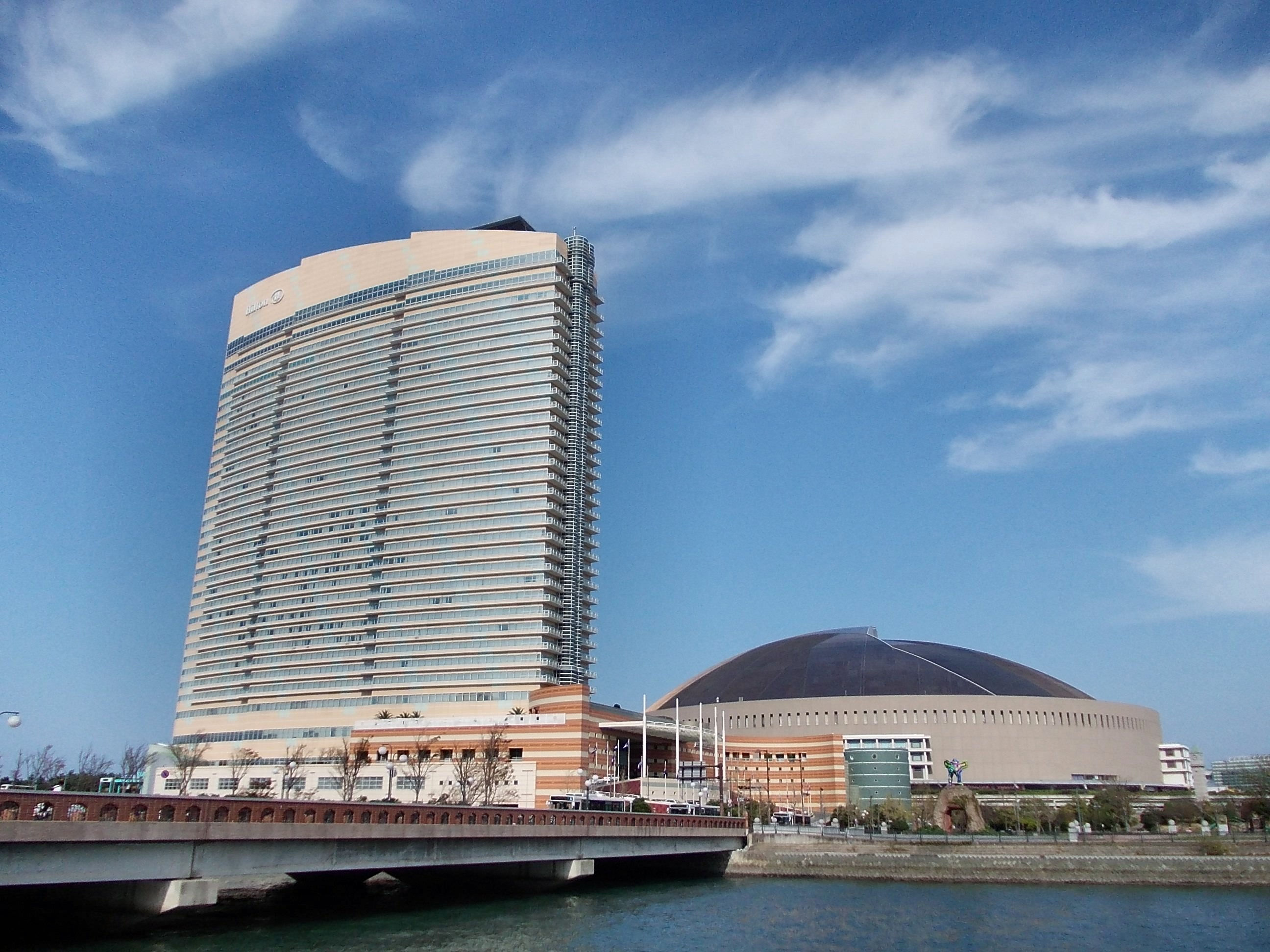

호크스 타운은 일본 후쿠오카현 후쿠오카시 주오구에 있는 레저 시설이다. 후쿠오카 돔과 JAL 후쿠오카 시호크 호텔, 호크스 타운 몰로 이루어져 있다.